# Dwudziesty Kneset
Dwudziesty Kneset – dwudziesta kadencja parlamentu Izraela odbywająca się w latach 2015–2019.
Przedterminowe wybory parlamentarne odbyły się 17 marca 2015. Wybory wygrał Likud.

## Oficjalne wyniki wyborów
Wyniki wyborów przedstawiają się następująco
| Partia                            | Głosy   | %     | Miejsca | +/- | Przywódca                    |
| --------------------------------- | ------- | ----- | ------- | --- | ---------------------------- |
| Likud                             | 985 408 | 23,4  | 30      | +12 | Binjamin Netanjahu           |
| Unia Syjonistyczna                | 786 313 | 18,67 | 24      | +3  | Jicchak Herzog, Cippi Liwni  |
| Zjednoczona Lista                 | 446 583 | 10,61 | 13      | +2  | Ajman Auda                   |
| Jest Przyszłość (Jesz Atid)       | 371 602 | 8,82  | 11      | -8  | Ja’ir Lapid                  |
| My Wszyscy                        | 315 360 | 7,49  | 10      | +10 | Mosze Kachlon                |
| Żydowski Dom (Ha-Bajit Ha-Jehudi) | 283 910 | 6,74  | 8       | -4  | Naftali Bennett              |
| Szas                              | 241 613 | 5,74  | 7       | -4  | Arje Deri                    |
| Nasz Dom Izrael (Jisra’el Betenu) | 214 906 | 5,1   | 6       | -4  | Awigdor Lieberman            |
| Zjednoczony Judaizm Tory          | 210 143 | 4,99  | 6       | -1  | Ja’akow Litzman, Mosze Gafni |
| Merec                             | 165 529 | 3,93  | 5       | -1  | Zehawa Galon                 |

## Posłowie
Posłowie wybrani w wyborach:
| Partia                   | Posłowie |
| ------------------------ | --- |
| Likud                    | Binjamin Netanjahu, Gilad Erdan, Juli-Jo’el Edelstein, Jisra’el Kac, Miri Regew, Silwan Szalom, Mosze Ja’alon, Ze’ew Elkin, Jariw Lewin, Ze’ew Binjamin Begin, Cachi Hanegbi, Juwal Steinitz, Gila Gamli’el, Ofir Akunis, Dawid Bitan, Chajjim Kac, Jackie Lewi, Jo’aw Kisz, Cippi Chotoweli, Dawid Amsalem, Miki Zohar, Anat Berko, Ajjub Kara, Nawa Boker, Awi Dichter, Awraham Neguse, Nurit Koren, Jaron Mazuz, Oren Chazzan, Danny Danon |
| Unia Syjonistyczna       | Jicchak Herzog, Cippi Liwni, Szelli Jachimowicz, Setaw Szafir, Icik Szmuli, Omer Bar-Lew, Jechi’el Bar, Amir Perec, Meraw Micha’eli, Etan Kabel, Manu’el Trajtenberg, Erel Margalit, Miki Rosenthal, Rewital Swid, Jo’el Chason, Zuhair Balul, Etan Broszi, Michal Biran, Nachman Szaj, Ksienija Swietłowa, Ajjelet Nahmias-Werbin, Josef Jona, Ejal Ben Re’uwen, Danny Atar                                                                  |
| Zjednoczona Lista        | Ajman Auda, Masud Ghanajim, Dżamal Zahalika, Ahmad at-Tajjibi, Ajida Tuma-Sulajman, Abd al-Hakim Hadżdż Jahja, Hanin Zubi, Dow Chenin, Taleb Abu Arar, Basil Ghattas, Jusuf Dżabarin, Usama Sadi, Abd Allah Abu Maruf, |
| Jest Przyszłość          | Ja’ir Lapid, Ja’el German, Me’ir Kohen, Ja’akow Peri, Ofer Szelach, Chajjim Jellin, Jo’el Razwozow, Karin Elharrar, Aliza Lawi, Miki Lewi |
| My Wszyscy               | Mosze Kachlon, Jo’aw Galant, Eli Alalluf, Micha’el Oren, Rachel Azarja, Tali Ploskow, Jifat Szasza-Bitton, Eli Kohen, Ro’i Folkman, Meraw Ben-Ari |
| Żydowski Dom             | Naftali Bennett, Uri Ari’el, Ajjelet Szaked, Eli Ben-Dahan, Nisan Slomianski, Moti Jogew, Becalel Smotricz, Jinnon Magal, |
| Szas                     | Arje Deri, Jicchak Kohen, Meszullam Nahari, Ja’akow Margi, Dawid Azulaj, Jo’aw Ben Cur, Jicchak Waknin, |
| Nasz Dom Izrael          | Awigdor Lieberman, Orli Lewi-Abekasis, Sofa Landwer, Hamad Amar, Robert Ilatow, Szaron Gal, |
| Zjednoczony Judaizm Tory | Ja’akow Litzman, Mosze Gafni, Me’ir Porusz, Uri Maklew, Menachem Eli’ezer Mozes, Jisra’el Eichler, |
| Merec                    | Zehawa Galon, Ilan Gilon, Isawi Furajdż, Michal Rozin, Tamar Zandberg, |

### Zmiany
Zmiany w trakcie kadencji:
| Następca           | Poprzednik          | Partia                   | Data                 |
| ------------------ | ------------------- | ------------------------ | -------------------- |
| Szaren Haskel      | Danny Danon         | Likud                    | 27 sierpnia 2015     |
| Elazar Sztern      | Szaj Piron          | Jest Przyszłość          | 4 września 2015      |
| Oded Forer         | Szaron Gal          | Nasz Dom Izrael          | 4 września 2015      |
| Szuli Mu’alem      | Naftali Bennett     | Żydowski Dom             | 9 października 2015  |
| Ja’el Kohen Paran  | Danny Atar          | Unia Syjonistyczna       | 25 listopada 2015    |
| Awi Wortzman       | Jinnon Magal        | Żydowski Dom             | 3 grudnia 2015       |
| Naftali Bennett    | Awi Wortzman        | Żydowski Dom             | 6 grudnia 2015       |
| Amir Ochanna       | Silwan Szalom       | Likud                    | 27 grudnia 2015      |
| Jigal Gu’etta      | Meszullam Nahari    | Szas                     | 24 stycznia 2016     |
| Akram Chason       | Mosze Kachlon       | My Wszyscy               | 29 stycznia 2016     |
| Jehuda Glik        | Mosze Ja’alon       | Likud                    | 23 maja 2016         |
| Ja’akow Aszer      | Me’ir Porusz        | Zjednoczony Judaizm Tory | 24 maja 2016         |
| Julia Malinowski   | Awigdor Lieberman   | Nasz Dom Izrael          | 1 czerwca 2016       |
| Micha’el Malchieli | Arje Deri           | Szas                     | 2 listopada 2016     |
| Dżuma Azbarga      | Basil Ghattas       | Zjednoczona Lista        | 21 marca 2017        |
| Sa’id al-Charumi   | Abd Allah Abu Maruf | Zjednoczona Lista        | 11 sierpnia 2017     |
| Dan Sajjida        | Jigal Gu’etta       | Szas                     | 19 września 2017     |
| Meszullam Nahari   | Dan Sajjida         | Szas                     | 20 września 2017     |
| Ibrahim Hidżazi    | Usama Sadi          | Zjednoczona Lista        | 20 września 2017     |
| Salih Sad          | Manu’el Trajtenberg | Unia Syjonistyczna       | 3 października 2017  |
| Le’a Fadida        | Erel Margalit       | Unia Syjonistyczna       | 6 października 2017  |
| Mosi Raz           | Zehawa Galon        | Merec                    | 22 października 2017 |
| Jusuf Atawina      | Ibrahim Hidżazi     | Zjednoczona Lista        | 25 października 2017 |
| Penina Tamanu      | Ja’akow Peri        | Jest Przyszłość          | 9 lutego 2018        |
| Wa’il Junus        | Jusuf Atawina       | Zjednoczona Lista        | 9 lutego 2018        |
| Dan Sajjida        | Jicchak Kohen       | Szas                     | 22 lutego 2018       |
| Jinnon Azulaj      | Dawid Azulaj        | Szas                     | 14 marca 2018        |
| Robert Tiwjajew    | Jicchak Herzog      | Partia Pracy             | 31 lipca 2018        |
| Niwen Abu Rahmun   | Wa’il Junus         | Zjednoczona Lista        | 10 sierpnia 2018     |
| Mosze Mizrachi     | Zuhair Balul        | Partia Pracy             | 18 października 2018 |
| Awigdor Lieberman  | Julia Malinowski    | Nasz Dom Izrael          | 18 listopada 2018    |
| Osnat Hilla Mark   | Jackie Lewi         | Likud                    | 18 listopada 2018    |
| Fentahun Sejum     | Jo’aw Galant        | My Wszyscy               | 2 stycznia 2019      |

### Podziały i połączenia grup parlamentarnych
- 15 marca 2017 Orli Lewi-Abekasis opuściła Nasz Dom Izrael i do końca kadencji pozostała posłem niezrzeszonym[12], później założyła partię Geszer
- 31 grudnia 2018 Naftali Bennett, Ajjelet Szaked i Szuli Mu’alem opuścili Żydowski Dom tworząc Nową Prawicę[12]
- 1 stycznia 2019 Unia Syjonistyczna rozpadła się na dwa kluby – Partii Pracy (18 posłów) i Ruchu (6 posłów)[12]
- 9 stycznia 2019 Ahmad at-Tajjibi opuścił klub Zjednoczona Lista i został jedynym posłem klubu Ta’al[12]
- 9 stycznia 2019 Zjednoczony Judaizm Tory podzielił się na dwa kluby Agudat Israel (Jisra’el Eichler, Ja’akow Litzman, Menachem Eli’ezer Mozes,) i Sztandar Tory (Ja’akow Aszer, Mosze Gafni, Uri Maklew)[12]